# Llista de topònims de les Valls d'Aguilar
Llista de topònims (noms propis de lloc) del municipi de les Valls d'Aguilar, a l'Alt Urgell
Informació actualitzada per un bot. Els canvis manuals es perdran quan s'actualitzi!

## borda
| imatge | Nom                       | Ubicat a            | instància de | Detalls | coordenades                                                         | Protecció | Commons (més fotos) | Dades a WD                    |
| ------ | ------------------------- | ------------------- | ------------ | ------- | ------------------------------------------------------------------- | --------- | ------------------- | ----------------------------- |
|        | Ca l'Aiguader             | les Valls d'Aguilar | borda        |         | 42° 17′ 45″ N, 1° 16′ 28″ E / 42.2958066575971°N,1.2743438815201°E  |           |                     | Modifica les dades a Wikidata |
|        | Caseta del Jesús          | les Valls d'Aguilar | borda        |         | 42° 17′ 08″ N, 1° 21′ 33″ E / 42.2856504769342°N,1.35915762991692°E |           |                     | Modifica les dades a Wikidata |
|        | Corral de Sant Salvador   | les Valls d'Aguilar | borda        |         | 42° 20′ 42″ N, 1° 13′ 10″ E / 42.3450583191108°N,1.21952047184009°E |           |                     | Modifica les dades a Wikidata |
|        | Corral del Sastre         | les Valls d'Aguilar | borda        |         | 42° 16′ 09″ N, 1° 12′ 06″ E / 42.2691486258909°N,1.20162783688644°E |           |                     | Modifica les dades a Wikidata |
|        | borda d'Ausàs             | les Valls d'Aguilar | borda        |         | 42° 18′ 04″ N, 1° 15′ 07″ E / 42.301195187404°N,1.2518877393679°E   |           |                     | Modifica les dades a Wikidata |
|        | borda de Baix de Gavarret | les Valls d'Aguilar | borda        |         | 42° 18′ 08″ N, 1° 08′ 20″ E / 42.3022063547422°N,1.13883964107992°E |           |                     | Modifica les dades a Wikidata |
|        | borda de Dalt de Gavarret | les Valls d'Aguilar | borda        |         | 42° 18′ 12″ N, 1° 08′ 37″ E / 42.3032469756109°N,1.14358894545469°E |           |                     | Modifica les dades a Wikidata |
|        | borda de Don Guillem      | les Valls d'Aguilar | borda        |         | 42° 17′ 30″ N, 1° 21′ 56″ E / 42.291792830619°N,1.36548762361981°E  |           |                     | Modifica les dades a Wikidata |
|        | borda de Ramoneda         | les Valls d'Aguilar | borda        |         | 42° 17′ 41″ N, 1° 08′ 29″ E / 42.2946903406061°N,1.14129299808078°E |           |                     | Modifica les dades a Wikidata |
|        | borda de Santa Maria      | les Valls d'Aguilar | borda        |         | 42° 18′ 42″ N, 1° 10′ 36″ E / 42.3117137173297°N,1.17678007647381°E |           |                     | Modifica les dades a Wikidata |
|        | borda de Saüquet          | les Valls d'Aguilar | borda        |         | 42° 17′ 38″ N, 1° 09′ 52″ E / 42.29395°N,1.16457°E                  |           |                     | Modifica les dades a Wikidata |
|        | borda de l'Abelló         | les Valls d'Aguilar | borda        |         | 42° 18′ 34″ N, 1° 10′ 50″ E / 42.3093713633254°N,1.18069388638344°E |           |                     | Modifica les dades a Wikidata |
|        | borda de l'Esparrica      | les Valls d'Aguilar | borda        |         | 42° 18′ 36″ N, 1° 14′ 41″ E / 42.3099837418519°N,1.24481249168474°E |           |                     | Modifica les dades a Wikidata |
|        | borda del Bodella         | les Valls d'Aguilar | borda        |         | 42° 17′ 38″ N, 1° 14′ 14″ E / 42.29385°N,1.23721°E                  |           |                     | Modifica les dades a Wikidata |
|        | borda del Capdevila       | les Valls d'Aguilar | borda        |         | 42° 18′ 33″ N, 1° 10′ 29″ E / 42.3090326996171°N,1.17468566223397°E |           |                     | Modifica les dades a Wikidata |
|        | borda del Colí            | les Valls d'Aguilar | borda        |         | 42° 17′ 54″ N, 1° 18′ 07″ E / 42.2982289331382°N,1.30206988451652°E |           |                     | Modifica les dades a Wikidata |
|        | borda del Feu             | les Valls d'Aguilar | borda        |         | 42° 16′ 45″ N, 1° 13′ 42″ E / 42.27906°N,1.22846°E                  |           |                     | Modifica les dades a Wikidata |
|        | borda del Gatnau          | les Valls d'Aguilar | borda        |         | 42° 20′ 07″ N, 1° 13′ 04″ E / 42.3352782889193°N,1.21779367023685°E |           |                     | Modifica les dades a Wikidata |
|        | borda del Girau           | les Valls d'Aguilar | borda        |         | 42° 17′ 12″ N, 1° 12′ 37″ E / 42.2866101741766°N,1.21021553407756°E |           |                     | Modifica les dades a Wikidata |
|        | borda del Guineu          | les Valls d'Aguilar | borda        |         | 42° 18′ 02″ N, 1° 17′ 33″ E / 42.3005899875225°N,1.29247109388515°E |           |                     | Modifica les dades a Wikidata |
|        | borda del Janroi          | les Valls d'Aguilar | borda        |         | 42° 18′ 28″ N, 1° 10′ 49″ E / 42.307833771553°N,1.18027713031287°E  |           |                     | Modifica les dades a Wikidata |
|        | borda del Llauró          | les Valls d'Aguilar | borda        |         | 42° 17′ 27″ N, 1° 12′ 30″ E / 42.2908771454814°N,1.20837230240159°E |           |                     | Modifica les dades a Wikidata |
|        | borda del Manolet         | les Valls d'Aguilar | borda        |         | 42° 16′ 58″ N, 1° 13′ 26″ E / 42.2826785990422°N,1.22378891145237°E |           |                     | Modifica les dades a Wikidata |
|        | borda del Montaner        | les Valls d'Aguilar | borda        |         | 42° 18′ 59″ N, 1° 16′ 50″ E / 42.3164950653021°N,1.28047685401049°E |           |                     | Modifica les dades a Wikidata |
|        | borda del Pagès           | les Valls d'Aguilar | borda        |         | 42° 18′ 33″ N, 1° 10′ 32″ E / 42.3092348611375°N,1.17550486768522°E |           |                     | Modifica les dades a Wikidata |
|        | borda del Pedregat        | les Valls d'Aguilar | borda        |         | 42° 16′ 56″ N, 1° 12′ 59″ E / 42.28212°N,1.21632°E                  |           |                     | Modifica les dades a Wikidata |
|        | borda del Ramoneda        | les Valls d'Aguilar | borda        |         | 42° 18′ 22″ N, 1° 10′ 45″ E / 42.3060346965358°N,1.17927343814906°E |           |                     | Modifica les dades a Wikidata |
|        | borda del Rei             | les Valls d'Aguilar | borda        |         | 42° 17′ 01″ N, 1° 13′ 17″ E / 42.2835162614449°N,1.22147315501727°E |           |                     | Modifica les dades a Wikidata |
|        | borda del Tirant          | les Valls d'Aguilar | borda        |         | 42° 17′ 28″ N, 1° 14′ 30″ E / 42.2912414303303°N,1.24179124842339°E |           |                     | Modifica les dades a Wikidata |
|        | borda del Trota           | les Valls d'Aguilar | borda        |         | 42° 16′ 12″ N, 1° 11′ 50″ E / 42.2701252637058°N,1.19729549093655°E |           |                     | Modifica les dades a Wikidata |
|        | borda del Xella           | les Valls d'Aguilar | borda        |         | 42° 17′ 45″ N, 1° 13′ 17″ E / 42.2958728375235°N,1.22151357856706°E |           |                     | Modifica les dades a Wikidata |
|        | bordeta del Janroi        | les Valls d'Aguilar | borda        |         | 42° 17′ 39″ N, 1° 09′ 05″ E / 42.294215446525°N,1.1514012000338°E   |           |                     | Modifica les dades a Wikidata |
|        | cortal de Castellins      | les Valls d'Aguilar | borda        |         | 42° 17′ 58″ N, 1° 19′ 20″ E / 42.2994156309847°N,1.32211522658588°E |           |                     | Modifica les dades a Wikidata |
|        | cortal del Guineu         | les Valls d'Aguilar | borda        |         | 42° 18′ 02″ N, 1° 19′ 47″ E / 42.3006614834067°N,1.32972498922343°E |           |                     | Modifica les dades a Wikidata |
|        | cortal del Magí           | les Valls d'Aguilar | borda        |         | 42° 18′ 07″ N, 1° 19′ 26″ E / 42.3018892766728°N,1.32376010726797°E |           |                     | Modifica les dades a Wikidata |
|        | cortal del Masover        | les Valls d'Aguilar | borda        |         | 42° 19′ 50″ N, 1° 16′ 50″ E / 42.3306269938068°N,1.28060163972991°E |           |                     | Modifica les dades a Wikidata |
|        | cortal del Montserrat     | les Valls d'Aguilar | borda        |         | 42° 19′ 37″ N, 1° 17′ 13″ E / 42.3269585614242°N,1.28701257056185°E |           |                     | Modifica les dades a Wikidata |
|        | cortal del Poll           | les Valls d'Aguilar | borda        |         | 42° 17′ 57″ N, 1° 16′ 11″ E / 42.2991420107811°N,1.2697763818491°E  |           |                     | Modifica les dades a Wikidata |
|        | cortal del Troi           | les Valls d'Aguilar | borda        |         | 42° 18′ 04″ N, 1° 19′ 42″ E / 42.301234428497°N,1.32825404802182°E  |           |                     | Modifica les dades a Wikidata |
|        | les Moixelles             | les Valls d'Aguilar | borda        |         | 42° 18′ 38″ N, 1° 16′ 33″ E / 42.3106814097462°N,1.2759516539325°E  |           |                     | Modifica les dades a Wikidata |
|        | paller del Magí           | les Valls d'Aguilar | borda        |         | 42° 17′ 41″ N, 1° 18′ 48″ E / 42.2946319054991°N,1.31341135890657°E |           |                     | Modifica les dades a Wikidata |
|        | paller del Torredà        | les Valls d'Aguilar | borda        |         | 42° 20′ 51″ N, 1° 13′ 45″ E / 42.3473770097845°N,1.22909452276325°E |           |                     | Modifica les dades a Wikidata |
|        | paller del Volant         | les Valls d'Aguilar | borda        |         | 42° 17′ 43″ N, 1° 18′ 52″ E / 42.2953690296441°N,1.31454408085671°E |           |                     | Modifica les dades a Wikidata |

## cova
| imatge | Nom                | Ubicat a            | instància de | Detalls | coordenades                                                         | Protecció | Commons (més fotos) | Dades a WD                    |
| ------ | ------------------ | ------------------- | ------------ | ------- | ------------------------------------------------------------------- | --------- | ------------------- | ----------------------------- |
|        | Forat de la Guineu | les Valls d'Aguilar | cova         |         | 42° 20′ 56″ N, 1° 12′ 34″ E / 42.3487817407167°N,1.20937500794816°E |           |                     | Modifica les dades a Wikidata |
|        | la Cova            | les Valls d'Aguilar | cova         |         | 42° 19′ 22″ N, 1° 17′ 03″ E / 42.3228613439433°N,1.28402913441456°E |           |                     | Modifica les dades a Wikidata |

## dolmen
| imatge | Nom                    | Ubicat a            | instància de | Detalls | coordenades                                                      | Protecció                                  | Commons (més fotos) | Dades a WD                    |
| ------ | ---------------------- | ------------------- | ------------ | ------- | ---------------------------------------------------------------- | ------------------------------------------ | ------------------- | ----------------------------- |
|        | dolmen de Biscarbó     | les Valls d'Aguilar | dolmen       |         | 42° 20′ 39″ N, 1° 13′ 29″ E / 42.3442°N,1.22475°E                | bé integrant del patrimoni cultural català |                     | Modifica les dades a Wikidata |
|        | dolmen de Plan Fornesa | les Valls d'Aguilar | dolmen       |         | 42° 16′ 16″ N, 1° 13′ 47″ E / 42.27113553166°N,1.2296800970379°E |                                            |                     | Modifica les dades a Wikidata |

## edifici
| imatge | Nom                          | Ubicat a            | instància de | Detalls                     | coordenades                                       | Protecció                                  | Commons (més fotos) | Dades a WD                    |
| ------ | ---------------------------- | ------------------- | ------------ | --------------------------- | ------------------------------------------------- | ------------------------------------------ | ------------------- | ----------------------------- |
|        | Farga de Noves de Segre      | les Valls d'Aguilar | edifici      | Estil: arquitectura popular |                                                   | bé integrant del patrimoni cultural català |                     | Modifica les dades a Wikidata |
|        | Molí Vell de Guix del Piquer | les Valls d'Aguilar | edifici      | Estil: arquitectura popular |                                                   | bé integrant del patrimoni cultural català |                     | Modifica les dades a Wikidata |
|        | Molí del Piquer              | les Valls d'Aguilar | edifici      | Estil: arquitectura popular | 42° 17′ 29″ N, 1° 19′ 56″ E / 42.2915°N,1.33212°E | bé integrant del patrimoni cultural català |                     | Modifica les dades a Wikidata |

## entitat singular de població
| imatge | Nom               | Ubicat a            | instància de                                                    | Detalls | coordenades                                                                   | Protecció | Commons (més fotos)             | Dades a WD                    |
| ------ | ----------------- | ------------------- | --------------------------------------------------------------- | ------- | ----------------------------------------------------------------------------- | --------- | ------------------------------- | ----------------------------- |
|        | Argestues         | les Valls d'Aguilar | entitat singular de població                                    | 23 hab  | 42° 19′ 40″ N, 1° 18′ 48″ E / 42.3277°N,1.31326°E 1025 msnm                   |           | Argestues                       | Modifica les dades a Wikidata |
|        | Bellpui           | les Valls d'Aguilar | entitat singular de població                                    | 18 hab  | 42° 17′ 44″ N, 1° 18′ 57″ E / 42.29554167°N,1.31573889°E 780 msnm             |           | Bellpui                         | Modifica les dades a Wikidata |
|        | Berén             | les Valls d'Aguilar | entitat singular de població                                    | 6 hab   | 42° 19′ 00″ N, 1° 18′ 51″ E / 42.31654167°N,1.31423889°E 1114 msnm            |           |                                 | Modifica les dades a Wikidata |
|        | Biscarbó          | les Valls d'Aguilar | entitat singular de població                                    | 1 hab   | 42° 20′ 52″ N, 1° 13′ 45″ E / 42.347838888889°N,1.2291805555556°E 1551.1 msnm |           | Biscarbó                        | Modifica les dades a Wikidata |
|        | Castellàs         | les Valls d'Aguilar | entitat singular de població                                    | 8 hab   | 42° 19′ 48″ N, 1° 13′ 56″ E / 42.3301°N,1.23231°E 1295.8 msnm                 |           | Castellàs (Les Valls d'Aguilar) | Modifica les dades a Wikidata |
|        | Espaén            | les Valls d'Aguilar | entitat singular de població                                    | 13 hab  | 42° 18′ 48″ N, 1° 16′ 42″ E / 42.3133015185°N,1.27824697233°E 1146 msnm       |           |                                 | Modifica les dades a Wikidata |
|        | Junyent           | les Valls d'Aguilar | entitat singular de població                                    | 7 hab   | 42° 20′ 36″ N, 1° 12′ 10″ E / 42.34342778°N,1.20265944°E 1363.7 msnm          |           |                                 | Modifica les dades a Wikidata |
|        | Miravall          | les Valls d'Aguilar | entitat singular de població                                    | 8 hab   | 42° 19′ 18″ N, 1° 17′ 02″ E / 42.3217°N,1.28378333°E 1177 msnm                |           |                                 | Modifica les dades a Wikidata |
|        | Noves de Segre    | les Valls d'Aguilar | entitat singular de població capital municipal                  | 132 hab | 42° 17′ 40″ N, 1° 20′ 33″ E / 42.2944°N,1.3425°E 663 msnm                     |           |                                 | Modifica les dades a Wikidata |
|        | Taús              | les Valls d'Aguilar | entitat singular de població entitat municipal descentralitzada | 30 hab  | 42° 17′ 27″ N, 1° 11′ 33″ E / 42.29077°N,1.192506°E 1470 msnm                 |           | Taús                            | Modifica les dades a Wikidata |
|        | Trejuvell         | les Valls d'Aguilar | entitat singular de població                                    | 2 hab   | 42° 17′ 43″ N, 1° 16′ 30″ E / 42.295242785712°N,1.275100016125°E 1205 msnm    |           | Trejuvell                       | Modifica les dades a Wikidata |
|        | els Castells      | les Valls d'Aguilar | entitat singular de població                                    | 5 hab   | 42° 18′ 25″ N, 1° 10′ 55″ E / 42.3069°N,1.18194°E 1501 msnm                   |           |                                 | Modifica les dades a Wikidata |
|        | la Guàrdia d'Ares | les Valls d'Aguilar | entitat singular de població entitat municipal descentralitzada | 16 hab  | 42° 17′ 09″ N, 1° 14′ 05″ E / 42.285833333333°N,1.2347222222222°E 1585 msnm   |           |                                 | Modifica les dades a Wikidata |

## església
| imatge | Nom                                  | Ubicat a            | instància de | Detalls                          | coordenades                                                                | Protecció                                  | Commons (més fotos)      | Dades a WD                    |
| ------ | ------------------------------------ | ------------------- | ------------ | -------------------------------- | -------------------------------------------------------------------------- | ------------------------------------------ | ------------------------ | ----------------------------- |
|        | Concepció de Miravall                | les Valls d'Aguilar | església     | Estil: arquitectura romànica     | 42° 19′ 18″ N, 1° 17′ 02″ E / 42.3217°N,1.28385°E                          | bé cultural d'interès local                |                          | Modifica les dades a Wikidata |
|        | Mare de Déu de l'Assumpció           | les Valls d'Aguilar | església     | Estil: arquitectura popular      | 42° 17′ 56″ N, 1° 10′ 39″ E / 42.299°N,1.17761°E els Castells              | bé cultural d'interès local                |                          | Modifica les dades a Wikidata |
|        | Mare de Déu de la Guia               | les Valls d'Aguilar | església     | Estil: arquitectura popular      | 42° 18′ 34″ N, 1° 10′ 28″ E / 42.309369°N,1.174385°E                       | bé cultural d'interès local                |                          | Modifica les dades a Wikidata |
|        | Sant Antoni Abat de Junyent          | les Valls d'Aguilar | església     |                                  | 42° 20′ 37″ N, 1° 12′ 10″ E / 42.3435°N,1.2027°E 1363.7 msnm               |                                            |                          | Modifica les dades a Wikidata |
|        | Sant Bartomeu de Malgrat             | les Valls d'Aguilar | església     | Estil: arquitectura romànica     | 42° 17′ 56″ N, 1° 18′ 22″ E / 42.2988°N,1.306°E                            | bé cultural d'interès local                | Sant Bartomeu de Malgrat | Modifica les dades a Wikidata |
|        | Sant Esteve de Junyent               | les Valls d'Aguilar | església     | Estil: arquitectura barroca      | 42° 20′ 33″ N, 1° 12′ 07″ E / 42.34253°N,1.202052°E 1375 msnm              | bé cultural d'interès local                |                          | Modifica les dades a Wikidata |
|        | Sant Esteve de la Guàrdia d'Ares     | les Valls d'Aguilar | església     | Estil: arquitectura romànica     | 42° 17′ 09″ N, 1° 14′ 10″ E / 42.2857°N,1.23601°E                          | bé cultural d'interès local                |                          | Modifica les dades a Wikidata |
|        | Sant Joan Evangelista de Cal Cervós  | les Valls d'Aguilar | església     |                                  | 42° 19′ 49″ N, 1° 13′ 57″ E / 42.3302°N,1.23241°E 1295.8 msnm              |                                            |                          | Modifica les dades a Wikidata |
|        | Sant Julià de Taús                   | les Valls d'Aguilar | església     | Estil: arquitectura popular      | 42° 17′ 26″ N, 1° 11′ 31″ E / 42.2905°N,1.1919°E                           | bé cultural d'interès local                |                          | Modifica les dades a Wikidata |
|        | Sant Lluc d'Anyús                    | les Valls d'Aguilar | església     | Estil: art preromànic            | 42° 18′ 50″ N, 1° 17′ 14″ E / 42.314°N,1.28713°E                           | bé cultural d'interès local                |                          | Modifica les dades a Wikidata |
|        | Sant Martí de Berén                  | les Valls d'Aguilar | església     | Estil: arquitectura romànica     | 42° 19′ 00″ N, 1° 18′ 44″ E / 42.3166°N,1.31221°E                          | bé cultural d'interès local                |                          | Modifica les dades a Wikidata |
|        | Sant Martí de Biscarbó               | les Valls d'Aguilar | església     | Estil: arquitectura popular      | 42° 20′ 52″ N, 1° 13′ 44″ E / 42.34786°N,1.228955°E 1550 msnm              | bé cultural d'interès local                |                          | Modifica les dades a Wikidata |
|        | Sant Martí de Taús                   | les Valls d'Aguilar | església     | Estil: arquitectura romànica     | 42° 17′ 18″ N, 1° 11′ 45″ E / 42.2883°N,1.19583°E                          | bé cultural d'interès local                | Sant Martí de Taús       | Modifica les dades a Wikidata |
|        | Sant Quirí i Santa Julita de Berén   | les Valls d'Aguilar | església     |                                  | 42° 18′ 20″ N, 1° 18′ 07″ E / 42.3055°N,1.301809°E 1487 msnm               | bé cultural d'interès local                |                          | Modifica les dades a Wikidata |
|        | Sant Serni de Noves                  | les Valls d'Aguilar | església     | Estil: arquitectura popular      | 42° 17′ 37″ N, 1° 20′ 32″ E / 42.2937°N,1.34216°E                          | bé cultural d'interès local                |                          | Modifica les dades a Wikidata |
|        | Santa Coloma d'Argestues             | les Valls d'Aguilar | església     | Estil: arquitectura popular      | 42° 19′ 39″ N, 1° 18′ 48″ E / 42.3274°N,1.3133°E                           | bé cultural d'interès local                | Santa Coloma d'Argestues | Modifica les dades a Wikidata |
|        | Santa Elena de Trejuvell             | les Valls d'Aguilar | església     | Estil: arquitectura romànica     | 42° 17′ 44″ N, 1° 16′ 26″ E / 42.2956°N,1.27382°E                          | bé cultural d'interès local                | Santa Elena de Trejuvell | Modifica les dades a Wikidata |
|        | Santa Llogaia de Bellpui             | les Valls d'Aguilar | església     | Estil: arquitectura romànica     | 42° 17′ 43″ N, 1° 19′ 01″ E / 42.2954°N,1.31689°E                          | bé cultural d'interès local                | Santa Llogaia de Bellpui | Modifica les dades a Wikidata |
|        | Santa Maria de Castellàs             | Castellàs           | església     | Estil: arquitectura barroca 1312 | 42° 19′ 46″ N, 1° 13′ 51″ E / 42.329326°N,1.230949°E Castellàs 1299.1 msnm | bé cultural d'interès local                |                          | Modifica les dades a Wikidata |
|        | església parroquial de Sant Antoni   | les Valls d'Aguilar | església     | Estil: arquitectura popular      | 42° 18′ 59″ N, 1° 18′ 52″ E / 42.316404°N,1.314451°E                       | bé integrant del patrimoni cultural català |                          | Modifica les dades a Wikidata |
|        | església parroquial de Santa Eulàlia | les Valls d'Aguilar | església     | Estil: arquitectura popular      | 42° 18′ 48″ N, 1° 16′ 38″ E / 42.313262°N,1.277241°E                       | bé integrant del patrimoni cultural català |                          | Modifica les dades a Wikidata |

## font
| imatge | Nom                       | Ubicat a            | instància de | Detalls | coordenades                                                         | Protecció | Commons (més fotos) | Dades a WD                    |
| ------ | ------------------------- | ------------------- | ------------ | ------- | ------------------------------------------------------------------- | --------- | ------------------- | ----------------------------- |
|        | font de Cabalera          | les Valls d'Aguilar | font         |         | 42° 18′ 08″ N, 1° 19′ 48″ E / 42.3021055708464°N,1.32994157825758°E |           |                     | Modifica les dades a Wikidata |
|        | font de Flacó             | les Valls d'Aguilar | font         |         | 42° 16′ 00″ N, 1° 10′ 13″ E / 42.266602501285°N,1.1703955764005°E   |           |                     | Modifica les dades a Wikidata |
|        | font de Lajoanit          | les Valls d'Aguilar | font         |         | 42° 15′ 53″ N, 1° 11′ 11″ E / 42.2646136773601°N,1.18644352049189°E |           |                     | Modifica les dades a Wikidata |
|        | font de Pratfang          | les Valls d'Aguilar | font         |         | 42° 20′ 11″ N, 1° 11′ 04″ E / 42.3363673254958°N,1.18446756182509°E |           |                     | Modifica les dades a Wikidata |
|        | font de Sant Quiri        | les Valls d'Aguilar | font         |         | 42° 18′ 41″ N, 1° 18′ 02″ E / 42.3112904724251°N,1.30045688402469°E |           |                     | Modifica les dades a Wikidata |
|        | font de l'Auba            | les Valls d'Aguilar | font         |         | 42° 18′ 30″ N, 1° 16′ 25″ E / 42.3084684097063°N,1.2737189287046°E  |           |                     | Modifica les dades a Wikidata |
|        | font de l'Heura           | les Valls d'Aguilar | font         |         | 42° 16′ 27″ N, 1° 12′ 06″ E / 42.274302382539°N,1.2017010372231°E   |           |                     | Modifica les dades a Wikidata |
|        | font de la Coma del Ribal | les Valls d'Aguilar | font         |         | 42° 20′ 56″ N, 1° 13′ 26″ E / 42.3489993033563°N,1.22393771843274°E |           |                     | Modifica les dades a Wikidata |
|        | font de les Greixes       | les Valls d'Aguilar | font         |         | 42° 18′ 42″ N, 1° 16′ 59″ E / 42.311573873648°N,1.2831474589331°E   |           |                     | Modifica les dades a Wikidata |
|        | font del Capellà          | les Valls d'Aguilar | font         |         | 42° 18′ 54″ N, 1° 15′ 58″ E / 42.314919104693°N,1.2660687672549°E   |           |                     | Modifica les dades a Wikidata |
|        | font del Clop             | les Valls d'Aguilar | font         |         | 42° 17′ 38″ N, 1° 11′ 45″ E / 42.293751855529°N,1.19585744631173°E  |           |                     | Modifica les dades a Wikidata |
|        | font del Gos              | les Valls d'Aguilar | font         |         | 42° 19′ 41″ N, 1° 18′ 03″ E / 42.328048691981°N,1.3009043515643°E   |           |                     | Modifica les dades a Wikidata |
|        | font del Gosset           | les Valls d'Aguilar | font         |         | 42° 20′ 48″ N, 1° 13′ 48″ E / 42.3467880155031°N,1.22998632425093°E |           |                     | Modifica les dades a Wikidata |
|        | font del Soler            | les Valls d'Aguilar | font         |         | 42° 17′ 56″ N, 1° 20′ 04″ E / 42.298822019267°N,1.3344443299651°E   |           |                     | Modifica les dades a Wikidata |
|        | font del Sucre            | les Valls d'Aguilar | font         |         | 42° 18′ 47″ N, 1° 13′ 38″ E / 42.3129547553848°N,1.22719655716476°E |           |                     | Modifica les dades a Wikidata |

## granja
| imatge | Nom               | Ubicat a            | instància de | Detalls | coordenades                                                         | Protecció | Commons (més fotos) | Dades a WD                    |
| ------ | ----------------- | ------------------- | ------------ | ------- | ------------------------------------------------------------------- | --------- | ------------------- | ----------------------------- |
|        | Quadra de l'Àngel | les Valls d'Aguilar | granja       |         | 42° 17′ 25″ N, 1° 21′ 52″ E / 42.2902913309107°N,1.36439840755836°E |           |                     | Modifica les dades a Wikidata |
|        | Quadra del Llosar | les Valls d'Aguilar | granja       |         | 42° 17′ 37″ N, 1° 20′ 52″ E / 42.2936655853687°N,1.34786255650859°E |           |                     | Modifica les dades a Wikidata |

## masia
| imatge | Nom               | Ubicat a            | instància de | Detalls                     | coordenades                                                         | Protecció                                  | Commons (més fotos) | Dades a WD                    |
| ------ | ----------------- | ------------------- | ------------ | --------------------------- | ------------------------------------------------------------------- | ------------------------------------------ | ------------------- | ----------------------------- |
|        | Ausàs             | les Valls d'Aguilar | masia        |                             | 42° 17′ 23″ N, 1° 15′ 35″ E / 42.289825°N,1.25960278°E 1336 msnm    |                                            |                     | Modifica les dades a Wikidata |
|        | Borda del Servós  | les Valls d'Aguilar | masia        |                             | 42° 19′ 59″ N, 1° 13′ 12″ E / 42.333°N,1.22011111°E 1290 msnm       |                                            |                     | Modifica les dades a Wikidata |
|        | Ca l'Oriol        | les Valls d'Aguilar | masia        |                             | 42° 17′ 18″ N, 1° 12′ 54″ E / 42.2884038055253°N,1.21493147319935°E |                                            |                     | Modifica les dades a Wikidata |
|        | Cal Baptista      | les Valls d'Aguilar | masia        |                             | 42° 17′ 03″ N, 1° 13′ 59″ E / 42.2840812367744°N,1.2329669793428°E  |                                            |                     | Modifica les dades a Wikidata |
|        | Cal Barracaire    | les Valls d'Aguilar | masia        |                             | 42° 19′ 02″ N, 1° 19′ 00″ E / 42.3172299498602°N,1.31664244073153°E |                                            |                     | Modifica les dades a Wikidata |
|        | Cal Bernadí       | les Valls d'Aguilar | masia        |                             | 42° 20′ 51″ N, 1° 13′ 46″ E / 42.3475645442817°N,1.22957487623161°E |                                            |                     | Modifica les dades a Wikidata |
|        | Cal Bisarro       | les Valls d'Aguilar | masia        |                             | 42° 17′ 35″ N, 1° 20′ 54″ E / 42.2931246465671°N,1.34844681149488°E |                                            |                     | Modifica les dades a Wikidata |
|        | Cal Capcer        | les Valls d'Aguilar | masia        |                             | 42° 20′ 54″ N, 1° 12′ 39″ E / 42.3483645325852°N,1.21091656999193°E |                                            |                     | Modifica les dades a Wikidata |
|        | Cal Cucurull      | les Valls d'Aguilar | masia        |                             | 42° 19′ 18″ N, 1° 17′ 09″ E / 42.3216718294653°N,1.28578471041952°E |                                            |                     | Modifica les dades a Wikidata |
|        | Cal Ferrer        | les Valls d'Aguilar | masia        |                             | 42° 17′ 37″ N, 1° 20′ 50″ E / 42.2935394656382°N,1.34723508583565°E |                                            |                     | Modifica les dades a Wikidata |
|        | Cal Fuster        | les Valls d'Aguilar | masia        |                             | 42° 17′ 44″ N, 1° 16′ 29″ E / 42.2954707821076°N,1.27476549018759°E |                                            |                     | Modifica les dades a Wikidata |
|        | Cal Gosset        | les Valls d'Aguilar | masia        |                             | 42° 20′ 53″ N, 1° 13′ 43″ E / 42.3480553346305°N,1.22869911981889°E |                                            |                     | Modifica les dades a Wikidata |
|        | Cal Gòrdia        | les Valls d'Aguilar | masia        |                             | 42° 20′ 34″ N, 1° 12′ 06″ E / 42.3426546983721°N,1.20169466971447°E |                                            |                     | Modifica les dades a Wikidata |
|        | Cal Joan Pau      | les Valls d'Aguilar | masia        |                             | 42° 17′ 41″ N, 1° 20′ 33″ E / 42.2947241117152°N,1.3425824294616°E  |                                            |                     | Modifica les dades a Wikidata |
|        | Cal Llop          | les Valls d'Aguilar | masia        |                             | 42° 17′ 43″ N, 1° 20′ 46″ E / 42.2953°N,1.34621°E 632 msnm          |                                            |                     | Modifica les dades a Wikidata |
|        | Cal Manuel        | les Valls d'Aguilar | masia        |                             | 42° 20′ 34″ N, 1° 12′ 00″ E / 42.3428798910957°N,1.19997657351594°E |                                            |                     | Modifica les dades a Wikidata |
|        | Cal Mendicó       | les Valls d'Aguilar | masia        |                             | 42° 17′ 34″ N, 1° 20′ 54″ E / 42.2928162922245°N,1.34829717961672°E |                                            |                     | Modifica les dades a Wikidata |
|        | Cal Montserrat    | les Valls d'Aguilar | masia        |                             | 42° 19′ 17″ N, 1° 17′ 02″ E / 42.3213109830389°N,1.28393778426618°E |                                            |                     | Modifica les dades a Wikidata |
|        | Cal Pallarès      | les Valls d'Aguilar | masia        |                             | 42° 17′ 26″ N, 1° 21′ 42″ E / 42.2905°N,1.36178°E 618 msnm          |                                            |                     | Modifica les dades a Wikidata |
|        | Cal Pauet         | les Valls d'Aguilar | masia        |                             | 42° 20′ 31″ N, 1° 12′ 08″ E / 42.342032003581°N,1.20218585649882°E  |                                            |                     | Modifica les dades a Wikidata |
|        | Cal Pei           | les Valls d'Aguilar | masia        |                             | 42° 17′ 59″ N, 1° 20′ 34″ E / 42.299845258885°N,1.3429092255076°E   |                                            |                     | Modifica les dades a Wikidata |
|        | Cal Peraire       | les Valls d'Aguilar | masia        |                             | 42° 18′ 56″ N, 1° 17′ 08″ E / 42.3155519482559°N,1.28545334802273°E |                                            |                     | Modifica les dades a Wikidata |
|        | Cal Racaller      | les Valls d'Aguilar | masia        |                             | 42° 17′ 43″ N, 1° 10′ 34″ E / 42.2952764387939°N,1.17610204215835°E |                                            |                     | Modifica les dades a Wikidata |
|        | Cal Roger         | les Valls d'Aguilar | masia        |                             | 42° 19′ 18″ N, 1° 17′ 02″ E / 42.3215454011778°N,1.28395568333944°E |                                            |                     | Modifica les dades a Wikidata |
|        | Cal Romà          | les Valls d'Aguilar | masia        |                             | 42° 17′ 41″ N, 1° 20′ 38″ E / 42.2947712694926°N,1.34397618685021°E |                                            |                     | Modifica les dades a Wikidata |
|        | Cal Servós        | les Valls d'Aguilar | masia        |                             | 42° 19′ 44″ N, 1° 13′ 54″ E / 42.3288467026711°N,1.23165353974912°E |                                            |                     | Modifica les dades a Wikidata |
|        | Cal Teixidor      | les Valls d'Aguilar | masia        |                             | 42° 17′ 36″ N, 1° 20′ 39″ E / 42.2933440852347°N,1.34430470849157°E |                                            |                     | Modifica les dades a Wikidata |
|        | Cal Torredà       | les Valls d'Aguilar | masia        |                             | 42° 21′ 17″ N, 1° 13′ 46″ E / 42.354784180308°N,1.22938433117979°E  |                                            |                     | Modifica les dades a Wikidata |
|        | Cal Violet        | les Valls d'Aguilar | masia        |                             | 42° 17′ 02″ N, 1° 13′ 55″ E / 42.2840133950253°N,1.23207138511296°E |                                            |                     | Modifica les dades a Wikidata |
|        | Cal Xiró          | les Valls d'Aguilar | masia        |                             | 42° 20′ 55″ N, 1° 12′ 36″ E / 42.3486584661004°N,1.21013122932385°E |                                            |                     | Modifica les dades a Wikidata |
|        | Cal Xiró          | les Valls d'Aguilar | masia        |                             | 42° 20′ 32″ N, 1° 12′ 09″ E / 42.3423054795881°N,1.202396572812°E   |                                            |                     | Modifica les dades a Wikidata |
|        | Can Servòs        | les Valls d'Aguilar | masia        | Estil: arquitectura popular | 42° 19′ 45″ N, 1° 13′ 53″ E / 42.3291°N,1.23128°E                   | bé integrant del patrimoni cultural català |                     | Modifica les dades a Wikidata |
|        | Masia de Taús     | les Valls d'Aguilar | masia        |                             | 42° 18′ 06″ N, 1° 12′ 04″ E / 42.30169389°N,1.20118917°E 1547 msnm  |                                            |                     | Modifica les dades a Wikidata |
|        | Masia del Roc     | les Valls d'Aguilar | masia        |                             | 42° 20′ 14″ N, 1° 16′ 03″ E / 42.3370864229171°N,1.26759525959612°E |                                            |                     | Modifica les dades a Wikidata |
|        | Mesons            | les Valls d'Aguilar | masia        |                             | 42° 20′ 08″ N, 1° 11′ 42″ E / 42.335437313095°N,1.1951045283976°E   |                                            |                     | Modifica les dades a Wikidata |
|        | la Borda del Culí | les Valls d'Aguilar | masia        |                             | 42° 17′ 34″ N, 1° 18′ 48″ E / 42.2927504257156°N,1.31346157225709°E |                                            |                     | Modifica les dades a Wikidata |
|        | la Creu           | les Valls d'Aguilar | masia        |                             | 42° 17′ 39″ N, 1° 19′ 01″ E / 42.2942237517303°N,1.31689150737314°E |                                            |                     | Modifica les dades a Wikidata |
|        | la Molina         | les Valls d'Aguilar | masia        |                             | 42° 17′ 45″ N, 1° 18′ 16″ E / 42.2958124479546°N,1.30430618785515°E |                                            |                     | Modifica les dades a Wikidata |
|        | la Reula          | les Valls d'Aguilar | masia        |                             | 42° 16′ 04″ N, 1° 21′ 22″ E / 42.267758506532°N,1.35620253090913°E  |                                            |                     | Modifica les dades a Wikidata |

## molí d'aigua
| imatge | Nom                   | Ubicat a            | instància de | Detalls                     | coordenades                                                         | Protecció                   | Commons (més fotos) | Dades a WD                    |
| ------ | --------------------- | ------------------- | ------------ | --------------------------- | ------------------------------------------------------------------- | --------------------------- | ------------------- | ----------------------------- |
|        | Molins de l'Esparrica | les Valls d'Aguilar | molí d'aigua | Estil: arquitectura popular | 42° 19′ 02″ N, 1° 16′ 22″ E / 42.317088°N,1.272805°E                | bé cultural d'interès local |                     | Modifica les dades a Wikidata |
|        | Molins de la Masia    | les Valls d'Aguilar | molí d'aigua |                             | 42° 18′ 02″ N, 1° 11′ 59″ E / 42.3005497707833°N,1.19977587833991°E |                             |                     | Modifica les dades a Wikidata |
|        | Molí de la Borda      | les Valls d'Aguilar | molí d'aigua |                             | 42° 16′ 45″ N, 1° 13′ 11″ E / 42.279087016069°N,1.2197557186382°E   |                             |                     | Modifica les dades a Wikidata |
|        | Molí del Grau         | les Valls d'Aguilar | molí d'aigua |                             | 42° 18′ 02″ N, 1° 10′ 46″ E / 42.30046667°N,1.17934444°E 1480 msnm  |                             |                     | Modifica les dades a Wikidata |
|        | Molí del Mestre       | les Valls d'Aguilar | molí d'aigua |                             | 42° 17′ 28″ N, 1° 19′ 30″ E / 42.2911535957536°N,1.32494246907156°E |                             |                     | Modifica les dades a Wikidata |
|        | Molí del Pauet        | les Valls d'Aguilar | molí d'aigua |                             | 42° 20′ 15″ N, 1° 12′ 21″ E / 42.3375238434139°N,1.20587090300917°E |                             |                     | Modifica les dades a Wikidata |
|        | el Molí Vell          | les Valls d'Aguilar | molí d'aigua |                             | 42° 17′ 32″ N, 1° 20′ 41″ E / 42.2922688699881°N,1.3446846446985°E  |                             |                     | Modifica les dades a Wikidata |

## muntanya
| imatge | Nom                      | Ubicat a                                            | instància de | Detalls | coordenades                                                             | Protecció | Commons (més fotos) | Dades a WD                    |
| ------ | ------------------------ | --------------------------------------------------- | ------------ | ------- | ----------------------------------------------------------------------- | --------- | ------------------- | ----------------------------- |
|        | Argelic                  | les Valls d'Aguilar                                 | muntanya     |         | 42° 19′ 41″ N, 1° 17′ 29″ E / 42.3281°N,1.29144722°E 1556.7 msnm        |           |                     | Modifica les dades a Wikidata |
|        | Blancardit               | les Valls d'Aguilar                                 | muntanya     |         | 42° 17′ 08″ N, 1° 09′ 18″ E / 42.2855925°N,1.15496111°E 1484.9 msnm     |           |                     | Modifica les dades a Wikidata |
|        | Cap de Pla Redon         | Cabó les Valls d'Aguilar                            | muntanya     |         | 42° 16′ 32″ N, 1° 16′ 01″ E / 42.275525°N,1.26702°E 1846 msnm           |           |                     | Modifica les dades a Wikidata |
|        | Montcau                  | les Valls d'Aguilar                                 | muntanya     |         | 42° 18′ 05″ N, 1° 15′ 37″ E / 42.3014°N,1.26023°E 1794.2 msnm           |           |                     | Modifica les dades a Wikidata |
|        | Planalestop              | les Valls d'Aguilar                                 | muntanya     |         | 42° 17′ 53″ N, 1° 12′ 43″ E / 42.29792222°N,1.21196667°E 1782.2 msnm    |           |                     | Modifica les dades a Wikidata |
|        | Pui Rodon                | Montferrer i Castellbò les Valls d'Aguilar          | muntanya     |         | 42° 20′ 07″ N, 1° 14′ 19″ E / 42.3352°N,1.23873°E 1533.1 msnm           |           |                     | Modifica les dades a Wikidata |
|        | Pujandrau                | les Valls d'Aguilar                                 | muntanya     |         | 42° 17′ 18″ N, 1° 12′ 31″ E / 42.2883°N,1.20869°E 1564.3 msnm           |           |                     | Modifica les dades a Wikidata |
|        | Pujansolons              | les Valls d'Aguilar                                 | muntanya     |         | 42° 17′ 55″ N, 1° 11′ 49″ E / 42.2986°N,1.19684°E 1712.7 msnm           |           |                     | Modifica les dades a Wikidata |
|        | Roc de Peralta           | les Valls d'Aguilar                                 | muntanya     |         | 42° 17′ 27″ N, 1° 17′ 00″ E / 42.2908°N,1.28343°E 1057.7 msnm           |           |                     | Modifica les dades a Wikidata |
|        | Roc de l'Àliga           | les Valls d'Aguilar                                 | muntanya     |         | 42° 17′ 52″ N, 1° 17′ 14″ E / 42.2977°N,1.28734°E 1151 msnm             |           |                     | Modifica les dades a Wikidata |
|        | Roc de les Esplugues     | les Valls d'Aguilar                                 | muntanya     |         | 42° 18′ 09″ N, 1° 16′ 14″ E / 42.3025°N,1.27052°E 1580.6 msnm           |           |                     | Modifica les dades a Wikidata |
|        | Roc de les Gralles       | les Valls d'Aguilar                                 | muntanya     |         | 42° 16′ 36″ N, 1° 15′ 31″ E / 42.27660833°N,1.25873333°E 761.1 msnm     |           |                     | Modifica les dades a Wikidata |
|        | Roca Guardiola           | les Valls d'Aguilar                                 | muntanya     |         | 42° 17′ 31″ N, 1° 10′ 22″ E / 42.2919°N,1.17279°E 1457.1 msnm           |           |                     | Modifica les dades a Wikidata |
|        | Roca Rodona              | Montferrer i Castellbò les Valls d'Aguilar          | muntanya     |         | 42° 19′ 41″ N, 1° 14′ 29″ E / 42.328°N,1.24126°E 1554.7 msnm            |           |                     | Modifica les dades a Wikidata |
|        | Rocs de Comalamús        | les Valls d'Aguilar                                 | muntanya     |         | 42° 18′ 28″ N, 1° 12′ 40″ E / 42.3077°N,1.21106°E 1813.2 msnm           |           |                     | Modifica les dades a Wikidata |
|        | Roques Agudes            | les Valls d'Aguilar                                 | muntanya     |         | 42° 18′ 23″ N, 1° 11′ 41″ E / 42.30651111°N,1.19465°E 1828.3 msnm       |           |                     | Modifica les dades a Wikidata |
|        | Sant Quiri               | les Valls d'Aguilar                                 | muntanya     |         | 42° 18′ 19″ N, 1° 18′ 05″ E / 42.30524°N,1.301323°E 1503 msnm           |           |                     | Modifica les dades a Wikidata |
|        | Santalís                 | les Valls d'Aguilar                                 | muntanya     |         | 42° 18′ 50″ N, 1° 18′ 15″ E / 42.3138°N,1.30427°E 1274.8 msnm           |           |                     | Modifica les dades a Wikidata |
|        | Serrat de Peçaplana      | les Valls d'Aguilar                                 | muntanya     |         | 42° 18′ 11″ N, 1° 10′ 37″ E / 42.3031°N,1.17682°E 1653.4 msnm           |           |                     | Modifica les dades a Wikidata |
|        | Serrat de les Cordes     | les Valls d'Aguilar                                 | muntanya     |         | 42° 18′ 04″ N, 1° 11′ 05″ E / 42.3012175°N,1.18465083°E 1687.6 msnm     |           |                     | Modifica les dades a Wikidata |
|        | Serrat del Pui           | les Valls d'Aguilar                                 | muntanya     |         | 42° 16′ 58″ N, 1° 14′ 12″ E / 42.28266111°N,1.23672778°E 1511.6 msnm    |           |                     | Modifica les dades a Wikidata |
|        | Tossal Alt               | les Valls d'Aguilar                                 | muntanya     |         | 42° 18′ 34″ N, 1° 13′ 26″ E / 42.30951111°N,1.22381944°E 1824.7 msnm    |           |                     | Modifica les dades a Wikidata |
|        | Tossal de la Bigordana   | les Valls d'Aguilar                                 | muntanya     |         | 42° 18′ 48″ N, 1° 10′ 52″ E / 42.3132°N,1.18122°E 1761.7 msnm           |           |                     | Modifica les dades a Wikidata |
|        | Tossal dels Pallers      | les Valls d'Aguilar                                 | muntanya     |         | 42° 18′ 06″ N, 1° 13′ 47″ E / 42.30172556°N,1.22961111°E 1699.4 msnm    |           |                     | Modifica les dades a Wikidata |
|        | Turó de la Costa Xica    | les Valls d'Aguilar                                 | muntanya     |         | 42° 16′ 19″ N, 1° 21′ 12″ E / 42.272°N,1.35344°E 721 msnm               |           |                     | Modifica les dades a Wikidata |
|        | el Castellot             | les Valls d'Aguilar                                 | muntanya     |         | 42° 17′ 14″ N, 1° 14′ 53″ E / 42.2872°N,1.24812°E 1468.9 msnm           |           |                     | Modifica les dades a Wikidata |
|        | el Corralet              | les Valls d'Aguilar                                 | muntanya     |         | 42° 15′ 58″ N, 1° 09′ 39″ E / 42.2662°N,1.16089°E 1813.9 msnm           |           |                     | Modifica les dades a Wikidata |
|        | el Minguet               | les Valls d'Aguilar                                 | muntanya     |         | 42° 18′ 50″ N, 1° 14′ 26″ E / 42.314°N,1.24053333°E 1640.4 msnm         |           |                     | Modifica les dades a Wikidata |
|        | el Queraüt               | Montferrer i Castellbò les Valls d'Aguilar          | muntanya     |         | 42° 19′ 59″ N, 1° 18′ 53″ E / 42.333°N,1.31485°E 1180.7 msnm            |           |                     | Modifica les dades a Wikidata |
|        | l'Artic                  | les Valls d'Aguilar                                 | muntanya     |         | 42° 18′ 54″ N, 1° 10′ 09″ E / 42.3149°N,1.16919°E 1820.7 msnm           |           |                     | Modifica les dades a Wikidata |
|        | la Creu                  | les Valls d'Aguilar                                 | muntanya     |         | 42° 17′ 27″ N, 1° 13′ 35″ E / 42.2908°N,1.22641°E 1654.8 msnm           |           |                     | Modifica les dades a Wikidata |
|        | la Creueta               | les Valls d'Aguilar                                 | muntanya     |         | 42° 16′ 59″ N, 1° 19′ 57″ E / 42.283175°N,1.3324°E 1243.3 msnm          |           |                     | Modifica les dades a Wikidata |
|        | la Muntanyeta            | Montferrer i Castellbò les Valls d'Aguilar          | muntanya     |         | 42° 20′ 07″ N, 1° 17′ 21″ E / 42.33525944°N,1.289075°E 1625.7 msnm      |           |                     | Modifica les dades a Wikidata |
|        | la Peralta de Dalt       | les Valls d'Aguilar                                 | muntanya     |         | 42° 17′ 03″ N, 1° 16′ 56″ E / 42.2841°N,1.2823°E 1644.2 msnm            |           |                     | Modifica les dades a Wikidata |
|        | la Rasa                  | les Valls d'Aguilar                                 | muntanya     |         | 42° 21′ 20″ N, 1° 13′ 15″ E / 42.35566389°N,1.22093889°E 1786 msnm      |           |                     | Modifica les dades a Wikidata |
|        | les Piques               | les Valls d'Aguilar                                 | muntanya     |         | 42° 19′ 15″ N, 1° 10′ 33″ E / 42.3209657507°N,1.17584546118°E 1969 msnm |           |                     | Modifica les dades a Wikidata |
|        | roc dels Quatre Alcaldes | Baix Pallars Conca de Dalt Cabó les Valls d'Aguilar | muntanya     |         | 42° 15′ 29″ N, 1° 09′ 04″ E / 42.258°N,1.1511°E 1893.2 msnm             |           |                     | Modifica les dades a Wikidata |

## nucli de població
| imatge | Nom      | Ubicat a            | instància de      | Detalls | coordenades                                                        | Protecció | Commons (més fotos)           | Dades a WD                    |
| ------ | -------- | ------------------- | ----------------- | ------- | ------------------------------------------------------------------ | --------- | ----------------------------- | ----------------------------- |
|        | Malgrat  | les Valls d'Aguilar | nucli de població |         | 42° 17′ 56″ N, 1° 18′ 21″ E / 42.2989°N,1.3059°E 800 msnm          |           | Malgrat (les Valls d'Aguilar) | Modifica les dades a Wikidata |
|        | Mesons   | les Valls d'Aguilar | nucli de població |         | 42° 20′ 13″ N, 1° 12′ 04″ E / 42.33697222°N,1.20101028°E 1410 msnm |           |                               | Modifica les dades a Wikidata |
|        | Nyus     | les Valls d'Aguilar | nucli de població |         | 42° 18′ 52″ N, 1° 17′ 12″ E / 42.314328924462°N,1.286712754678°E   |           |                               | Modifica les dades a Wikidata |
|        | la Torre | les Valls d'Aguilar | nucli de població |         | 42° 20′ 58″ N, 1° 12′ 44″ E / 42.34935833°N,1.21221944°E 1517 msnm |           |                               | Modifica les dades a Wikidata |

## pedrera
| imatge | Nom                             | Ubicat a            | instància de | Detalls | coordenades                                                         | Protecció | Commons (més fotos) | Dades a WD                    |
| ------ | ------------------------------- | ------------------- | ------------ | ------- | ------------------------------------------------------------------- | --------- | ------------------- | ----------------------------- |
|        | pedrera Marbres Valls d'Aguilar | les Valls d'Aguilar | pedrera      |         | 42° 18′ 00″ N, 1° 17′ 06″ E / 42.2998667014659°N,1.28504200429909°E |           |                     | Modifica les dades a Wikidata |
|        | pedrera Promsa                  | les Valls d'Aguilar | pedrera      |         | 42° 17′ 18″ N, 1° 21′ 51″ E / 42.2884598365704°N,1.36416682992335°E |           |                     | Modifica les dades a Wikidata |

## pont
| imatge | Nom                 | Ubicat a            | instància de | Detalls                     | coordenades                                                         | Protecció                                  | Commons (més fotos) | Dades a WD                    |
| ------ | ------------------- | ------------------- | ------------ | --------------------------- | ------------------------------------------------------------------- | ------------------------------------------ | ------------------- | ----------------------------- |
|        | Pont de Carrallonga | les Valls d'Aguilar | pont         |                             | 42° 17′ 38″ N, 1° 15′ 54″ E / 42.2937729225157°N,1.26490151197924°E |                                            |                     | Modifica les dades a Wikidata |
|        | Pont de Castellàs   | les Valls d'Aguilar | pont         | Estil: arquitectura popular | 42° 19′ 40″ N, 1° 13′ 52″ E / 42.327724°N,1.231164°E                | bé integrant del patrimoni cultural català |                     | Modifica les dades a Wikidata |
|        | Pont de Guils       | les Valls d'Aguilar | pont         |                             | 42° 19′ 14″ N, 1° 15′ 36″ E / 42.3206180608546°N,1.26007432829941°E |                                            |                     | Modifica les dades a Wikidata |
|        | Pont de Miravall    | les Valls d'Aguilar | pont         | Estil: arquitectura popular | 42° 18′ 57″ N, 1° 17′ 04″ E / 42.315732°N,1.284327°E                | bé integrant del patrimoni cultural català |                     | Modifica les dades a Wikidata |
|        | Pont de la Capella  | les Valls d'Aguilar | pont         | Estil: arquitectura popular | 42° 18′ 59″ N, 1° 15′ 50″ E / 42.316466°N,1.264018°E                | bé integrant del patrimoni cultural català |                     | Modifica les dades a Wikidata |
|        | l'Escalella         | les Valls d'Aguilar | pont         |                             | 42° 16′ 36″ N, 1° 14′ 33″ E / 42.2767071468601°N,1.24245010980563°E |                                            |                     | Modifica les dades a Wikidata |

## serra
| imatge | Nom                     | Ubicat a                      | instància de | Detalls | coordenades                                                          | Protecció | Commons (més fotos) | Dades a WD                    |
| ------ | ----------------------- | ----------------------------- | ------------ | ------- | -------------------------------------------------------------------- | --------- | ------------------- | ----------------------------- |
|        | Lajoanit                | Cabó les Valls d'Aguilar      | serra        |         | 42° 15′ 57″ N, 1° 10′ 43″ E / 42.26597222°N,1.17853056°E 1728.2 msnm |           |                     | Modifica les dades a Wikidata |
|        | serra de Llagunes       | les Valls d'Aguilar           | serra        |         | 42° 21′ 21″ N, 1° 13′ 15″ E / 42.3557°N,1.22094°E 1786 msnm          |           |                     | Modifica les dades a Wikidata |
|        | serra de Taús           | les Valls d'Aguilar           | serra        |         | 42° 18′ 51″ N, 1° 11′ 55″ E / 42.3142°N,1.19866°E 1923.5 msnm        |           |                     | Modifica les dades a Wikidata |
|        | serra del Bosc          | les Valls d'Aguilar           | serra        |         | 42° 18′ 12″ N, 1° 09′ 50″ E / 42.30325°N,1.16385556°E 1774.5 msnm    |           |                     | Modifica les dades a Wikidata |
|        | serrat Roi              | les Valls d'Aguilar           | serra        |         | 42° 15′ 59″ N, 1° 11′ 38″ E / 42.266275°N,1.19389444°E 1628.2 msnm   |           |                     | Modifica les dades a Wikidata |
|        | serrat de Cabanes       | les Valls d'Aguilar           | serra        |         | 42° 16′ 45″ N, 1° 09′ 43″ E / 42.279225°N,1.16193611°E 1753.4 msnm   |           |                     | Modifica les dades a Wikidata |
|        | serrat de Pratnavall    | les Valls d'Aguilar           | serra        |         | 42° 18′ 23″ N, 1° 14′ 01″ E / 42.30636667°N,1.23363806°E 1824.7 msnm |           |                     | Modifica les dades a Wikidata |
|        | serrat de l'Encadenador | Soriguera les Valls d'Aguilar | serra        |         | 42° 20′ 40″ N, 1° 11′ 06″ E / 42.34456389°N,1.18511056°E 1788.7 msnm |           |                     | Modifica les dades a Wikidata |
|        | serrat de l'Espasa      | Cabó les Valls d'Aguilar      | serra        |         | 42° 16′ 01″ N, 1° 15′ 21″ E / 42.26688833°N,1.25580278°E 1646.7 msnm |           |                     | Modifica les dades a Wikidata |
|        | serrat del Gatnau       | les Valls d'Aguilar           | serra        |         | 42° 20′ 38″ N, 1° 13′ 32″ E / 42.34393611°N,1.22546944°E 1686.2 msnm |           |                     | Modifica les dades a Wikidata |
|        | serrat del Mall         | les Valls d'Aguilar           | serra        |         | 42° 17′ 20″ N, 1° 10′ 51″ E / 42.28878611°N,1.18084444°E 1416.8 msnm |           |                     | Modifica les dades a Wikidata |

## Misc
| imatge | Nom                                      | Ubicat a                     | instància de                 | Detalls                                      | coordenades                                                                                       | Protecció                                  | Commons (més fotos) | Dades a WD                    |
| ------ | ---------------------------------------- | ---------------------------- | ---------------------------- | -------------------------------------------- | ------------------------------------------------------------------------------------------------- | ------------------------------------------ | ------------------- | ----------------------------- |
|        | Castell de la Guàrdia                    | les Valls d'Aguilar          | castell                      |                                              | 42° 17′ 10″ N, 1° 14′ 09″ E / 42.2860882798484°N,1.23580962133445°E 1595 msnm                     |                                            |                     | Modifica les dades a Wikidata |
|        | Creu dels Quatre Evangelis               | les Valls d'Aguilar          | collada                      |                                              | 42° 16′ 00″ N, 1° 10′ 31″ E / 42.2667607519275°N,1.17532404571075°E 1703 msnm                     |                                            |                     | Modifica les dades a Wikidata |
|        | Forn de guix del Jou                     | les Valls d'Aguilar          | forn de guix                 | Estil: arquitectura popular                  |                                                                                                   | bé integrant del patrimoni cultural català |                     | Modifica les dades a Wikidata |
|        | Roc de la Justícia                       | les Valls d'Aguilar          | menhir                       |                                              | 42° 17′ 31″ N, 1° 15′ 53″ E / 42.291979308809°N,1.26480519897848°E                                |                                            |                     | Modifica les dades a Wikidata |
|        | Segre                                    | Catalunya Pirineus Orientals | riu curs d'aigua riu aurífer | Desemboca: Ebre Llarg: 265km Conca: 22400km² | 42° 24′ 09″ N, 2° 06′ 30″ E / 42.4025°N,2.1084°E 41° 21′ 48″ N, 0° 18′ 16″ E / 41.3633°N,0.3044°E |                                            | Segre River         | Modifica les dades a Wikidata |
|        | Serra de Tahus                           | les Valls d'Aguilar          | vèrtex geodèsic              | Alt: 1.2m                                    | 42° 19′ 15″ N, 1° 10′ 33″ E / 42.320953°N,1.175885°E 1970.754 msnm                                |                                            |                     | Modifica les dades a Wikidata |
|        | casa consistorial de les Valls d'Aguilar | les Valls d'Aguilar          | casa consistorial            |                                              | 42° 17′ 38″ N, 1° 20′ 31″ E / 42.2939786°N,1.3418562°E                                            |                                            |                     | Modifica les dades a Wikidata |
|        | vall d’Aguilar                           | Noves de Segre               | vall                         |                                              |                                                                                                   |                                            |                     | Modifica les dades a Wikidata |